# Estádio Ewerson Simões Barbosa
O Estádio Municipal Ewerson Simões Barbosa, mais conhecido como Barbosão, é um estádio de futebol localizado na cidade de Chã Grande, estado de Pernambuco. Pertence à Prefeitura Municipal e tem capacidade para 3.400 pessoas, é utilizado pelo Chã Grande. O apelido Barbosão tem origem no nome dado ao estádio.

## Estádio
No dia 9 de maio de 2010, num jogo entre GE Ipiranga x SC Camela dois clubes amadores da cidade, o Estádio Barbosão foi inaugurado oficialmente, contando com a presença de 2.500 pessoas. Por quatro anos, o Santa Cruz realizou sua pré-temporada para o Campeonato Pernambucano de Futebol no Estádio Barbosão. 
O maior público já registrado no Barbosão foi no ano de 2010 contra o Centro Limoeirense: 3.150 Torcedores.